# 이상길 초상
이상길 초상(李尙吉 肖像)은 조선 인조 때의 문신인 충숙공 이상길의 초상화이다. 보물 제792호로 지정되어 있는 작품과 서울특별시의 유형문화재 제69호로 지정되어 있는 작품이 각각 전한다. 두 작품은 그 형태와 크기가 똑같아 같은 범본에 의거해 그린 것으로 생각된다.
이상길은 명종 11년에 한양에서 태어나 30세에 문과에 급제한 후 예조ㆍ병조참판, 대사간, 대사헌을 거쳐 공조판서를 역임한 인물이다. 인조 15년(1637) 병자호란 때 청나라 군대의 침략에 대항하여 강화도에서 종묘를 지키다 순절한 충신으로, 효종 8년(1657년)에 충숙공에 봉해졌으며 이후 강화도의 충렬사에 배향되었다.
보물 제792호로 지정된 이상길 초상화는 전라북도 남원시 덕과면 사곡리 벽진 이씨 문중에 전하고 있다. 얼굴 부분의 묘사가 후기의 초상화법을 보여주고 있어 후대의 이모본으로 여겨진다. 즉, 원복을 충실히 옮겨 그렸으나 안면 처리에 있어서는 옮겨 그릴 당시의 시대색이 반영되어 있는 것으로 보고 있다.
서울특별시의 유형문화재 제69호로 지정된 작품은 이상길의 후손인 벽진 이씨 충숙공파 종중에서 보관해 오던 것으로, 현재 현종 2년(1661년)에 건립된, 서울특별시 유형문화재 제70호인 충숙이공신도비와 함께 있다. 충숙공신도비는 당대 이름난 학자였던 송시열이 비문을 짓고 송준길이 글씨를 쓴 것이다.

## 사진

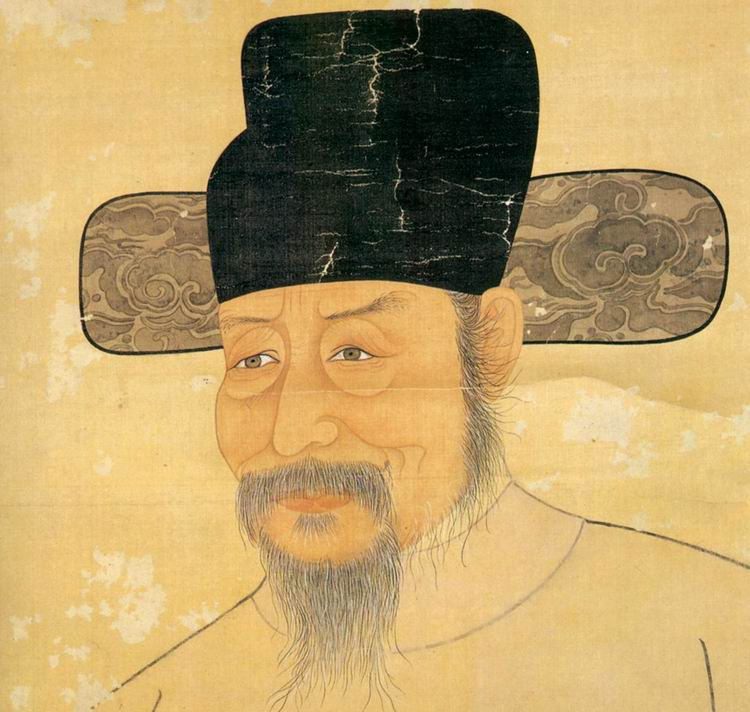
보물 제792호 초상화 얼굴 부분

## 참고 자료
- 이상길초상 - 국가유산청 국가유산포털
- 충숙이공영정 - 국가유산청 국가유산포털

 본 문서에는 서울특별시에서 지식공유 프로젝트를 통해 퍼블릭 도메인으로 공개한 저작물을 기초로 작성된 내용이 포함되어 있습니다.